# Thomas Brodrick
Pour les articles homonymes, voir Brodrick.
Thomas Brodrick (4 août 1654 - 3 octobre 1730) est un homme politique irlandais qui siège à la Chambre des communes irlandaise entre 1692 et 1727 et à la Chambre des communes britannique de 1713 à 1727.

## Biographie
Il est le fils aîné de St John Brodrick, de Midleton, dans le comté de Cork, et de son épouse Alice Clayton, fille de Laurence Clayton, de Mallow, dans le comté de Cork. Il est admis à Trinity Hall, à Cambridge et également au Middle Temple en 1670.
Il siège à la Chambre des communes irlandaise pour Midleton de 1692 à 1693, pour le comté de Cork de 1695 à 1699 et encore de 1703 à 1713, et pour Midleton de 1715 à 1727. Nommé au Conseil privé d'Irlande le 10 mai 1695, il est destitué le 17 juillet 1711 mais renommé le 30 septembre 1714.
Il a des contacts avec des hommes politiques whigs en Angleterre et est nommé contrôleur du sel en 1706 et contrôleur adjoint des comptes de l'armée de 1708 à 1711. Il est élu député de Stockbridge aux Élections générales britanniques de 1713 et de 1715. Aux Élections générales britanniques de 1722, il est élu député de Guildford. Il ne se présente pas en 1727,.
Il meurt le 3 octobre 1730 à Wandsworth où il est enterré. Il est le frère d'Alan Brodrick (1er vicomte Midleton). Il épouse Anne Piggott, fille d'Alexandre Piggott d'Innishannon et ils ont un fils, Laurence, qui est nommé enregistreur des actes de propriété et des transports en Irlande en 1735.